# Этажи (альбом группы «Молчат дома»)
«Этажи» — второй студийный альбом белорусской пост-панк-группы «Молчат дома», выход которого состоялся 7 сентября 2018 года на лейбле Detriti Records. После подписания группой контракта с лейблом Sacred Bones Records в январе 2020 года альбом был впервые выпущен в Северной Америке 27 марта 2020 года.

## Производство

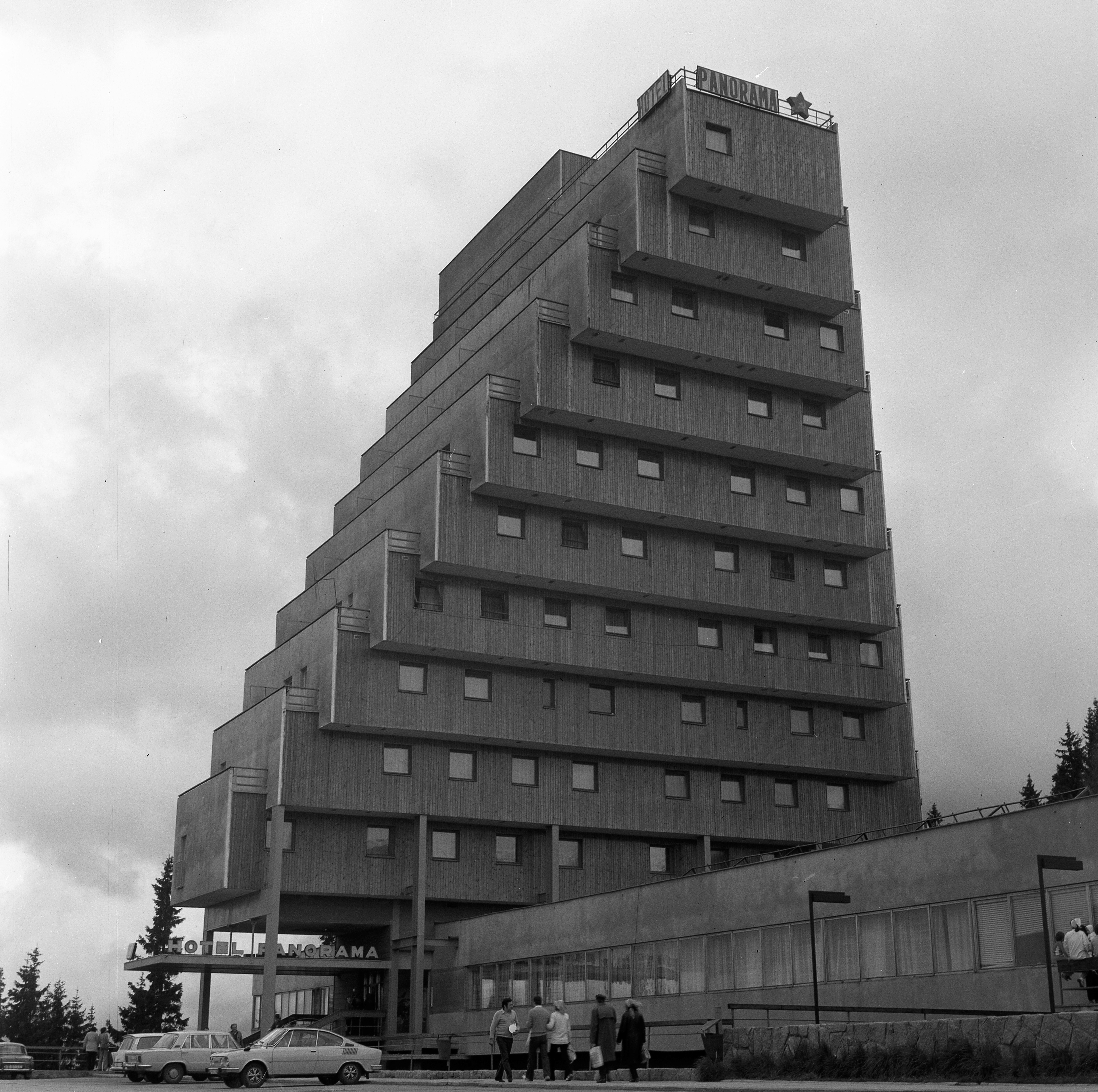
Отель «Панорама» в Штрбске-Плесо, Словакия, 1975 год.

Альбом «Этажи» был охарактеризован как lo-fi, но немного более чистый и напоминающий музыку 80-х, чем дебютный альбом группы «С крыш наших домов» 2017 года. Во всех треках присутствовало звучание драм-машины Linn Drum LM-1 вместо обычных ударных инструментов. Максимилиан Турп-Балаж из Emerging Europe сравнил звучание «Этажей» с альбомом 1983 года Power, Corruption & Lies группы New Order, особенно он обратил внимание на трек «На дне».
Основные темы альбома — это политика, угнетение, коммунизм и государственные деятели, имеющие сходство с бизнесменами. Турп-Балаж выявил основную концепцию альбома:
На эти темы песен намекает название альбома, отсылающее к высоким сталинским многоквартирным домам, которые всё ещё доминируют в пейзажах многих бывших советских городов, а также обложка альбома, на которой изображён отель «Панорама» в современной Словакии, часто считающийся иконой архитектуры социалистического реализма.
Песня «Судно (Борис Рыжий)» — это музыкальная версия стихотворения «Эмалированное судно» покойного поэта и писателя Бориса Рыжего.

## Выпуск альбома
Более чем за год до выхода альбома восьмой трек «Коммерсанты» был самостоятельно выпущен в качестве цифрового сингла на Bandcamp 24 июля 2017 года. «Этажи» были впервые выпущены 7 сентября 2018 года на немецком независимом лейбле Detriti Records в виде цифровой дистрибуции и LP. Альбом также был неофициально полностью загружен на YouTube пользователем по имени «Harakiri Diat», который также загрузил полные альбомы других пост-панк- и синтвейв-групп. Альбом, загруженный на YouTube, собрал два миллиона прослушиваний, прежде чем в конечном итоге был удалён из-за уведомления об авторских правах в 2020 году.
В январе 2020 года группа «Молчат дома» подписала контракт с американским независимым лейблом Sacred Bones Records, с помощью которого вышло переиздание «Этажей» 27 марта 2020 года. Переиздание также стало оригинальным изданием альбома в Северной Америке. В течение первой половины 2020 года седьмой трек альбома «Судно (Борис Рыжий)» стал популярным в результате того, что песня часто использовалась в качестве фоновой музыки на TikTok; песня появилась примерно в 100 000 видеороликах на платформе. Песня достигла второго места в чарте Spotify Global Viral 50 и первого места в чарте США Viral 50 в начале мая.

## Список композиций
| №                   | Название              | Длительность |
| ------------------- | --------------------- | ------------ |
| 1.                  | «На дне»              | 4:07         |
| 2.                  | «Танцевать»           | 3:22         |
| 3.                  | «Фильмы»              | 4:17         |
| 4.                  | «Волны»               | 4:21         |
| 5.                  | «Тоска»               | 3:09         |
| 6.                  | «Прогноз»             | 3:04         |
| 7.                  | «Судно (Борис Рыжий)» | 2:21         |
| 8.                  | «Коммерсанты»         | 3:49         |
| 9.                  | «Клетка»              | 4:43         |
| Общая длительность: | Общая длительность:   | 33:13        |

## Участники записи
- «Молчат дома»[6]
  - Егор Шкутко — вокал
  - Роман Комогорцев — гитара, синтезатор, драм-машина, сведение, запись, мастеринг
  - Павел Козлов — бас-гитара, синтезатор

## История выпусков
| Континент        | Дата выхода     | Формат                                   | Лейбл        | Номер каталога | Прим.        |
| ---------------- | --------------- | ---------------------------------------- | ------------ | -------------- | ------------ |
| Мир              | 7 сентября 2018 | скачивание музыки, потоковое мультимедиа | Detriti      | N/A            | [ 6 ] [ 7 ]  |
| Европа           | 7 сентября 2018 | LP                                       | Detriti      | DR-004         | [ 7 ] [ 13 ] |
| Северная Америка | 27 марта 2020   | LP                                       | Sacred Bones | SBRLP3037      | [ 14 ]       |
| Северная Америка | 27 марта 2020   | CD                                       | Sacred Bones | SBRCD3037      | [ 14 ]       |

### Комментарии
1. ↑  Отель расположен в курортном населённом пункте вблизи озера Штрбске-Плесо[2].